# Аналізатор (оптика)
Аналізатор в оптиці — це поляризатор, що призначений для визначення стану поляризації світла (ступеню поляризації, ступеню еліптичност і т. д), або для реєстрації його зміни. Як аналізатор використовують лінійні, кругові, чи еліптичні поляризатори. Інтенсивність світлового потоку, що проходить через аналізатор, в загальному випадку не дозволяє повністю ідентифікувати стан поляризації світлового пучка. Тому для ідентифікації використовуються результати кількох вимірювань, проведені з різними аналізаторами (лінійними і круговими). Проте в багатьох випадках невідомим, або змінним в часі є всього один параметр поляризації, наприклад  еліптичність, при відомих азимутах півосей еліпса, чи азимут площини поляризації лінійно-поляризованого світла. Тоді аналізатор, встановлений у фіксованому положенні дозволяє отримати всю необхідну інформацію про стан поляризації пучка.
В оптичних схемах з фотоелектричною або візуальною реєстрацією аналізатор зазвичай використовується для перетворень часових або просторових змін стану поляризації пучка в зміну інтенсивності.